# Řídicí vůz

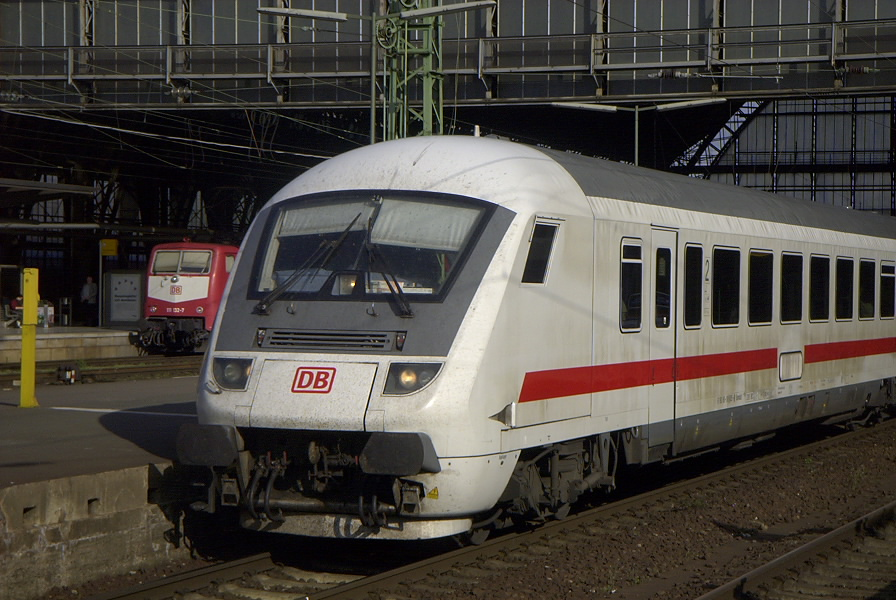
Řídicí vůz pro soupravy InterCity německého dopravce DB Fernverkehr

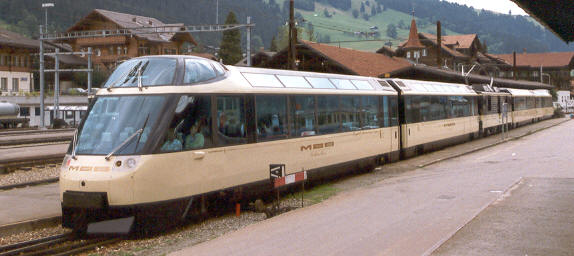
Řídicí vozy mohou být i na obou koncích soupravy – souprava MOB (Švýcarsko)

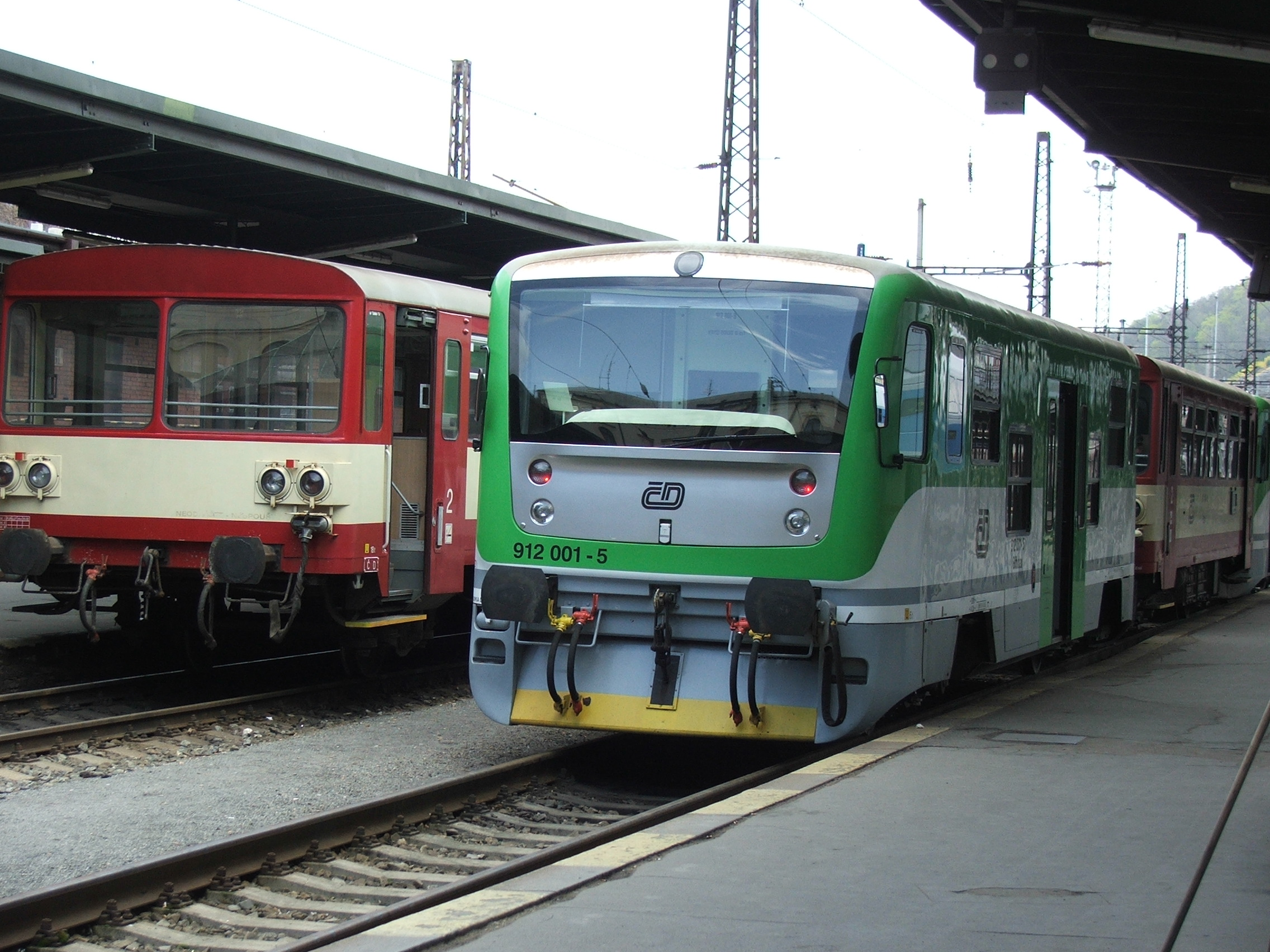
Prototypový řídicí vůz 912.001 ČD

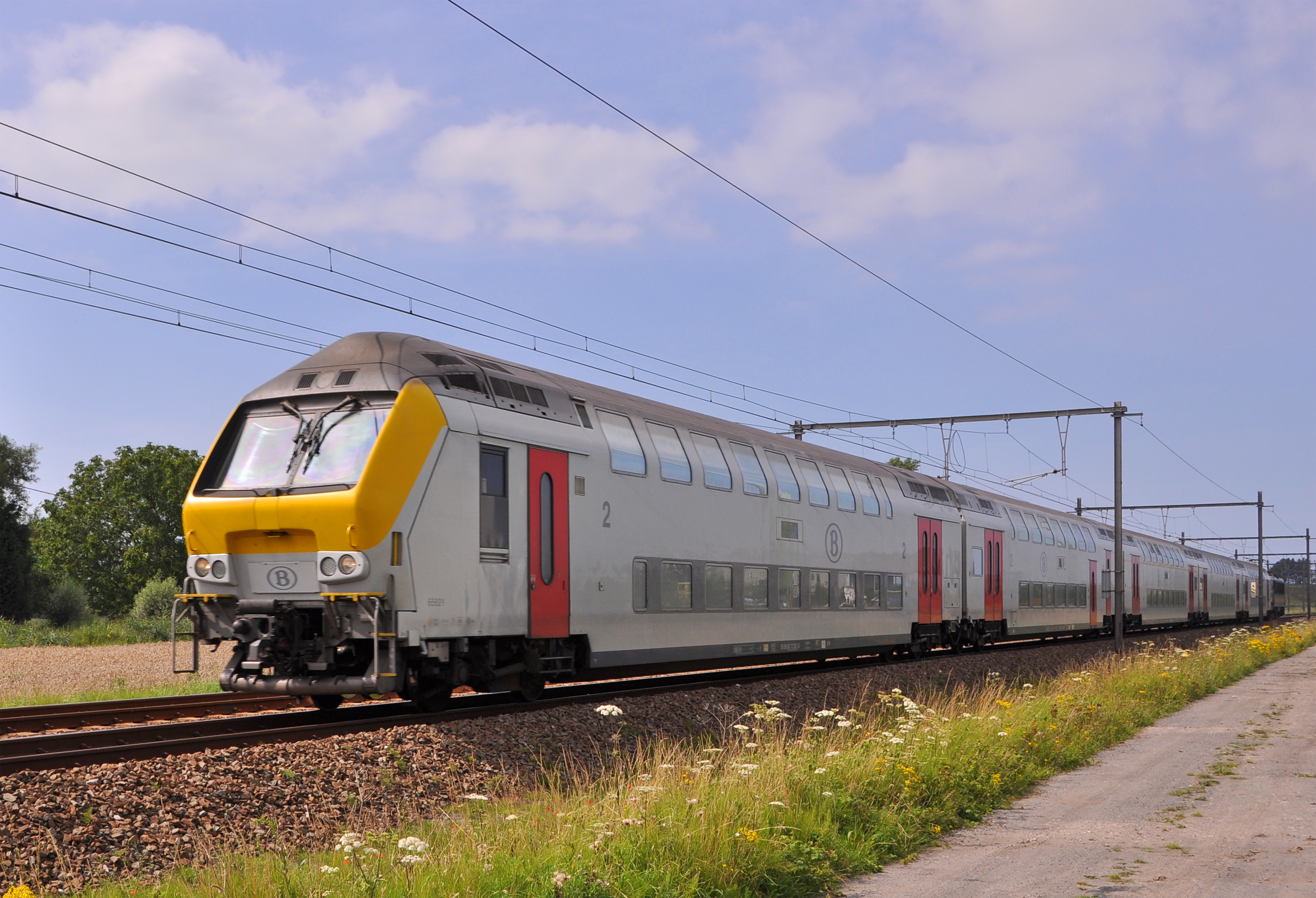
Řídicí vůz M6 (SNCB/NMBS Belgie)

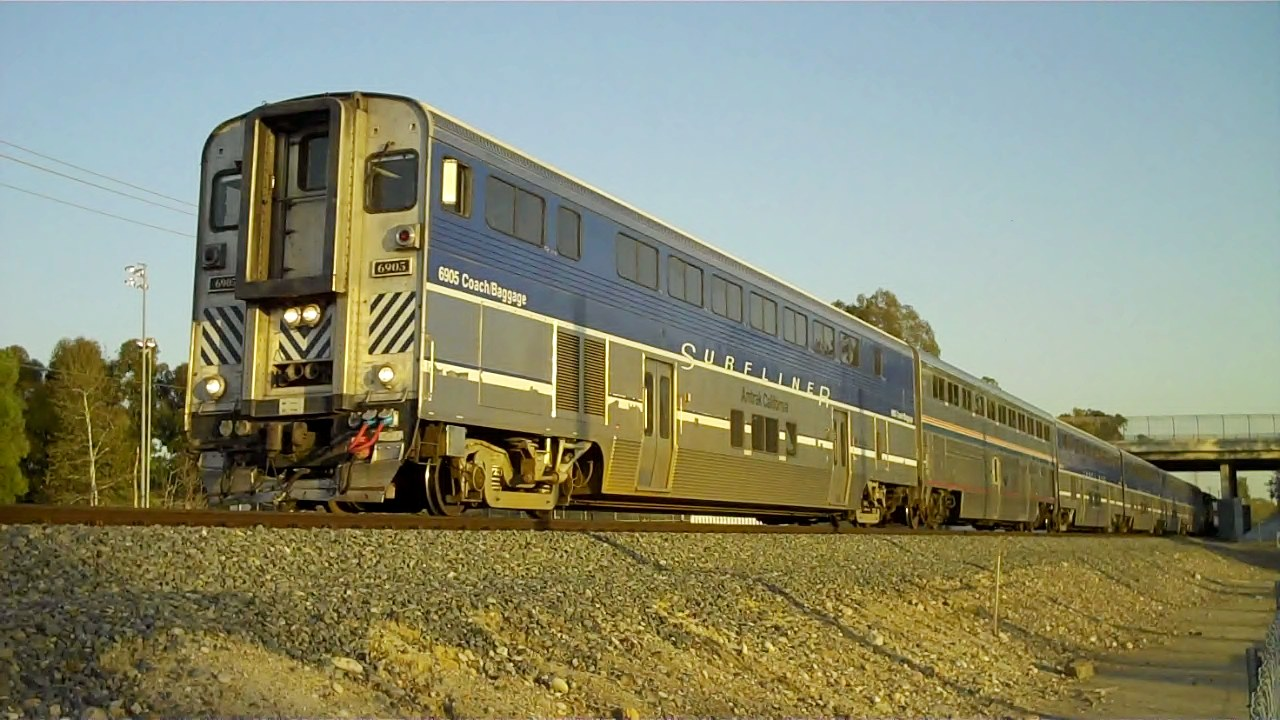
Amtrak Surfliner Řídicí vůz

Řídicí vůz je v železniční terminologii název pro nemotorový osobní vůz, ze kterého je možné v případě řazení v čele vlaku ovládat jedno nebo více hnacích vozidel řazených ve vlaku. Od běžného osobního vozu se tedy řídicí vůz liší především stanovištěm strojvedoucího (umístěným zpravidla pouze na jednom konci vozu), ze kterého je možné dálkově ovládat hnací vozidla ve vlaku, a dále např. zařízením pro pískování kolejnic.
Hlavní výhodou řazení řídicích vozů ve vlaku je možnost urychlení obratu soupravy v koncových stanicích vlaku – odpadá nutnost objíždění hnacího vozidla z jednoho konce soupravy na druhý (přesun lokomotivy z konce vlaku na jeho počátek), odpadá též obsazení obou zhlaví stanice tímto objížděním.
Řídicí vůz může být buď nedělitelnou součástí motorové nebo elektrické jednotky, nebo může být používán u souprav sestavených z klasických osobních vozů tažených lokomotivou, kde je řídicí vůz zařazen zpravidla na opačném konci soupravy než lokomotiva.

## Řídicí vozy v Česku
V Česku (a bývalém Československu) se v minulosti řídicí vozy téměř nevyužívaly. Důvodem byly především obavy o větší tendenci souprav, které nemají hnací vozidlo v čele vlaku, k vykolejení. Dřívější legislativa považovala takový vlak za sunutý a z tohoto důvodu byla rychlost takového vlaku omezena na 30 km/h.
Prvním pokusem o provoz řídicích vozů u ČSD byla výroba dvou třívozových jednotek, složených vždy z jednoho hnacího vozu SM 487.0, vloženého vozu N 487.0 a řídicího vozu Ř 487.0. Oba prototypy vyrobila v roce 1966 Vagonka Tatra Studénka a MEZ Vsetín. Jednotky však neměly dostatečnou kapacitu a byly použity k přestavbě na pětivozové jednotky s motorovými vozy řady SM 488.0 (dnes řada 560) na čelech.
Prvními sériově vyráběnými řídicími vozy se staly až vozy řady Bftn791 (do roku 2009 řada 943), které v letech 1996 až 1997 vyrobila v počtu 11 kusů Moravskoslezská vagonka Studénka.